# 世界児童画展
世界児童画展とは、公益財団法人美育文化協会が主催する絵画展である。国内からの約5万点、海外からの約5万点、合計約10万点余りの児童（3歳～15歳）の絵画作品が応募されており、審査と受賞者の決定、表彰式の開催ののち、地区巡回展を行なっている。
1970年（昭和45年）、大阪で開催された万国博覧会で、美術教育の振興と国際親善を目的として第1回世界児童画展が開催され、以後、毎年開催されている。